# Roman Iagupov
Roman Iagupov (în rusă Роман Ягупов; n. 13 septembrie 1973, Volgograd, RSFS Rusă, URSS) este un cântăreț de rock alternativ din Republica Moldova. A devenit cunoscut ca lider și membru-fondator al formației rock Zdob și Zdub.

## Biografie

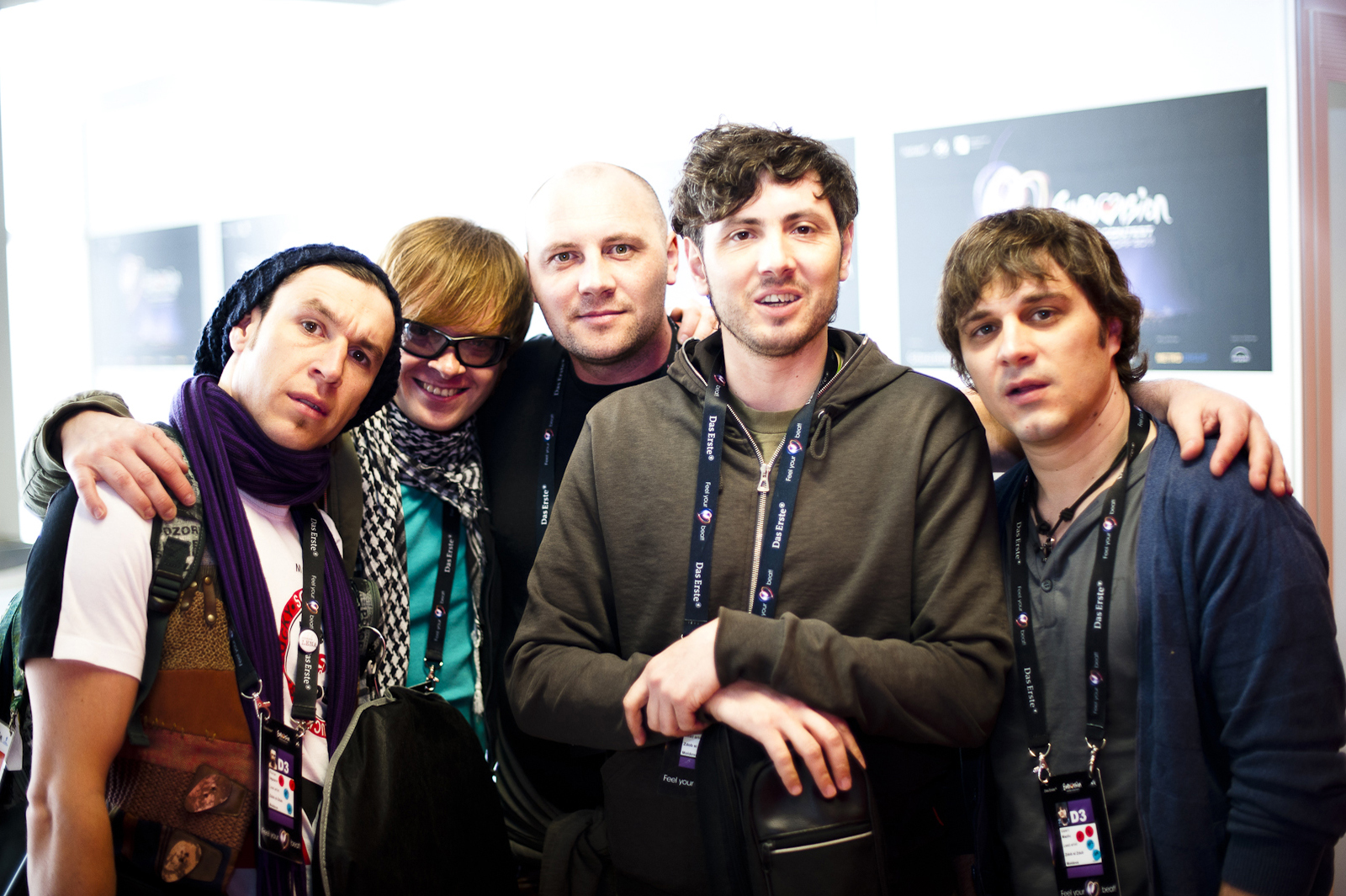
Zdob și Zdub în 2011. Roman Iagupov e primul din stânga.

Roman Iagupov s-a născut pe 13 septembrie 1973, în orașul Volgograd din Rusia. Din 1974 a trăit în Strășeni, mama sa fiind din Republica Moldova. A urmat cursurile Scolii nr. 2 din Strășeni în perioada 1980-1990, fiind coleg de clasă cu Anatol Pugaci. De mic a visat la o carieră în sport, urmând studiile la Institutul de Educație Fizică și Sport în perioada 1991 - 1995 dar, în anul 1994, la vârsta de 21 de ani, s-a reorientat către muzică și împreună cu Pugaci și cu vecinul acestuia Mihai Gincu a înființat formația Zdob și Zdub. În perioada 1995 - 1996 a profesat ca pedagog.
Roman Iagupov este căsătorit cu Carolina Voitenco, o pictoriță din Republica Moldova care se ocupă și de vestimentația sa scenică. Impreuna au un fiu David (n.~ 2008). El are o fată pe nume Alisa (n. ~2000), dintr-o căsnicie anterioară cu Yolka Flyman, de care a divorțat în 2004. In 2012 a obținut și cetățenia română.